# Jacques Vergès

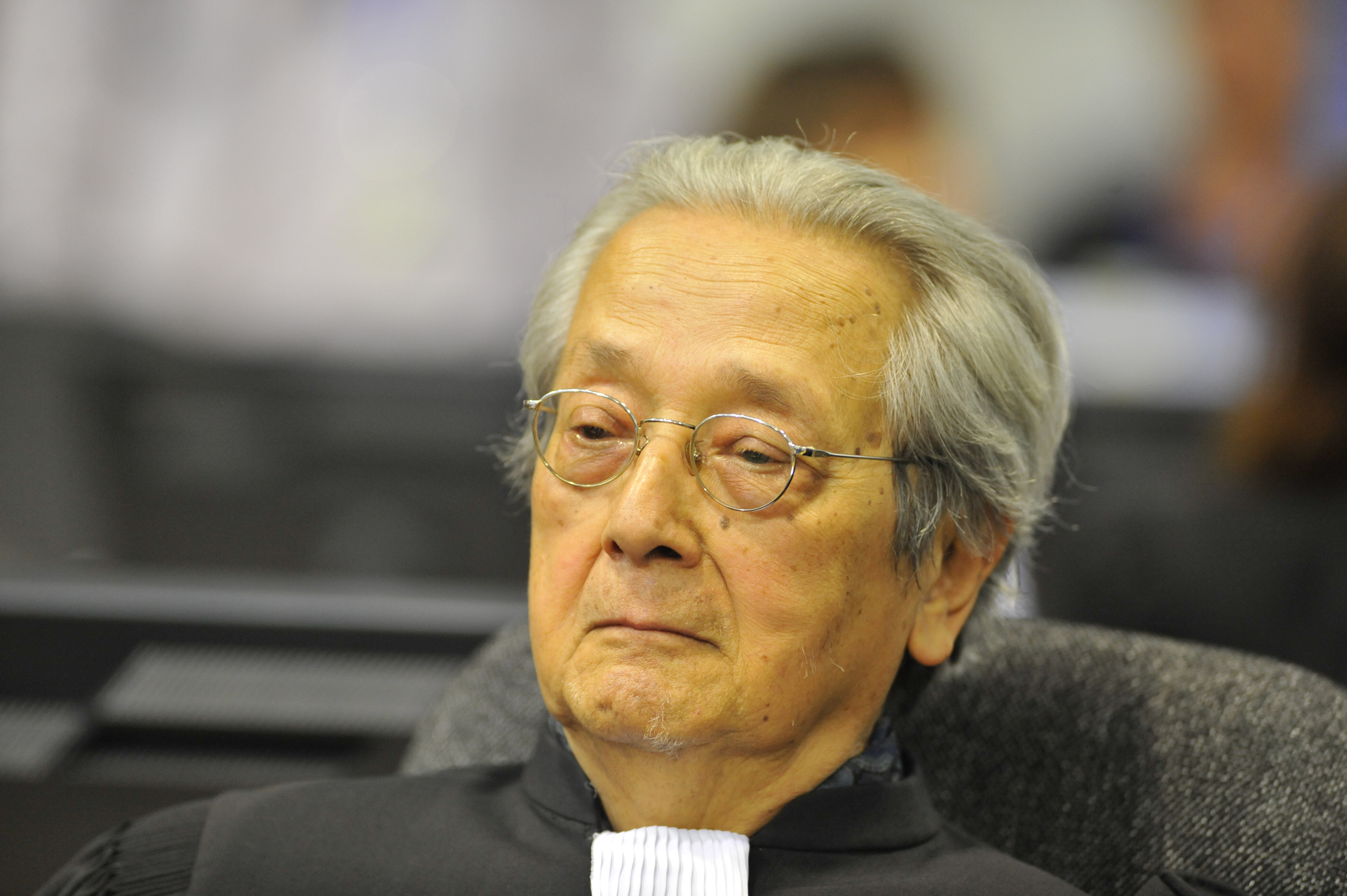
Jacques Vergès als Verteidiger von Khieu Samphan vor dem Rote-Khmer-Tribunal (21. November 2011)

Jacques Vergès (* wahrscheinlich 20. April 1924 in Laos, offiziell 5. März 1925 in Ubon, Siam; † 15. August 2013 in Paris) war ein französischer Rechtsanwalt. Bekannt wurde er als Strafverteidiger von Diktatoren, Rebellenführern sowie NS- und Kriegsverbrechern.

## Leben
Jacques Vergès wurde als Sohn der vietnamesischen Schullehrerin Pham Thi Khang und des französischen Arztes Raymond Vergès geboren. Offiziell wurde sein Geburtsdatum, wie das seines Bruders Paul Vergès, mit dem 5. März 1925 angegeben, als der Vater Konsul in Ubon Ratchathani war. Tatsächlich war er aber knapp ein Jahr älter. Nach dem Tod der Mutter wuchsen beide Jungen in der Heimat ihres Vaters, der Insel Réunion im Indischen Ozean, auf. Auf dem Lycée in Saint-Denis war er ein Klassenkamerad des späteren Premierministers Raymond Barre.
1942 schloss Jacques Vergès sich der Bewegung France Libre unter Charles de Gaulle an und kämpfte in Nordafrika, Italien und Frankreich. Nach dem Zweiten Weltkrieg diente er als Besatzungssoldat in Baden und im Westerwald. Anschließend studierte er Jura und Geschichte an der Sorbonne, aber auch Hindi und Malagasy am Institut national des langues et civilisations orientales (Langues O). Parallel begann er, sich politisch zu engagieren, trat der Kommunistischen Partei Frankreichs (PCF) bei, engagierte sich zunächst für die Dekolonisation Südostasiens (hier lernte er auch Hồ Chí Minh und den späteren kambodschanischen Diktator Pol Pot kennen). Als Sekretär der International Union of Students (IUS) lebte er von 1952 bis 1954 in Prag, wo er die Bekanntschaft Erich Honeckers und des späteren KGB-Chefs Alexander Schelepin machte. Nach Paris zurückgekehrt, schloss er sein Jurastudium ab. Vergès leistete 1955 seinen Eid als Rechtsanwalt und wurde erster Sekretär der Conférence des avocats du barreau de Paris.
1957 verließ Vergès die PCF, weil ihm die Haltung der Partei in der Algerienfrage zu halbherzig war. Während des Algerienkriegs verteidigte Vergès eine Reihe von algerischen Kämpfern der Nationalen Befreiungsfront (FLN). Darunter war Djamila Bouhired, die 1957 zum Tode verurteilt und später begnadigt wurde, und die Vergès 1965 heiratete. Nach der Unabhängigkeit Algeriens 1962 leitete er die Abteilung für afrikanische Beziehungen im algerischen Außenministerium und gab mit Bouhired die Zeitschrift Révolution africaine heraus. Er nahm die algerische Staatsbürgerschaft an, konvertierte zum Islam und nahm den Vornamen Mansour an. Aufgrund des chinesisch-sowjetischen Konflikts zerstritt er sich jedoch mit dem algerischen Präsidenten Ahmed Ben Bella (dieser neigte Moskau zu, Vergès hingegen Peking) und musste Algerien wieder verlassen. Mit Djamila Bouhired bekam er zwei Töchter.

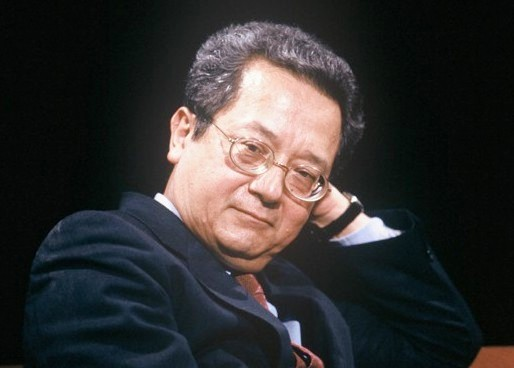
Vergès im Jahr 1987

1970 verließ er seine Familie und tauchte erst 1978 wieder auf. Bis zu seinem Tod weigerte er sich, über diese Zeit, die er seinen „großen Urlaub“ nannte, Auskunft zu geben. Zu seinem Verbleib gab und gibt es unterschiedliche Theorien verschiedener Biographen und Zeitzeugen. Aufgrund seiner anwaltlichen Tätigkeit hatte er Kontakte zu verschiedenen politischen Untergrundorganisationen in Asien, Nordafrika und dem Nahen Osten, weshalb eine Vermutung darin besteht, dass er sich einer dieser Gruppen angeschlossen habe. Mitarbeiter des französischen Geheimdienstes und seine französischen Freunde tippen auf Kambodscha als Ort seiner langen Auszeit. Sie glauben, dass sich der Anwalt zumindest die meiste Zeit im fernöstlichen Dschungel bei den Roten Khmer aufgehalten hat. Andere vermuten, dass Vergès für verschiedene Geheimdienste, eventuell sogar als Doppelagent tätig war. Barbet Schroeder stellte in seiner preisgekrönten Vergès-Dokumentation L’avocat de la terreur unabhängig von seinem Aufenthaltsort zu dieser Zeit die These auf, er sei aufgrund massiver finanzieller Probleme vor seinen Gläubigern geflohen.
Vergès starb im Alter von 88 Jahren an einem Herzinfarkt.

## Anwaltliche Tätigkeit

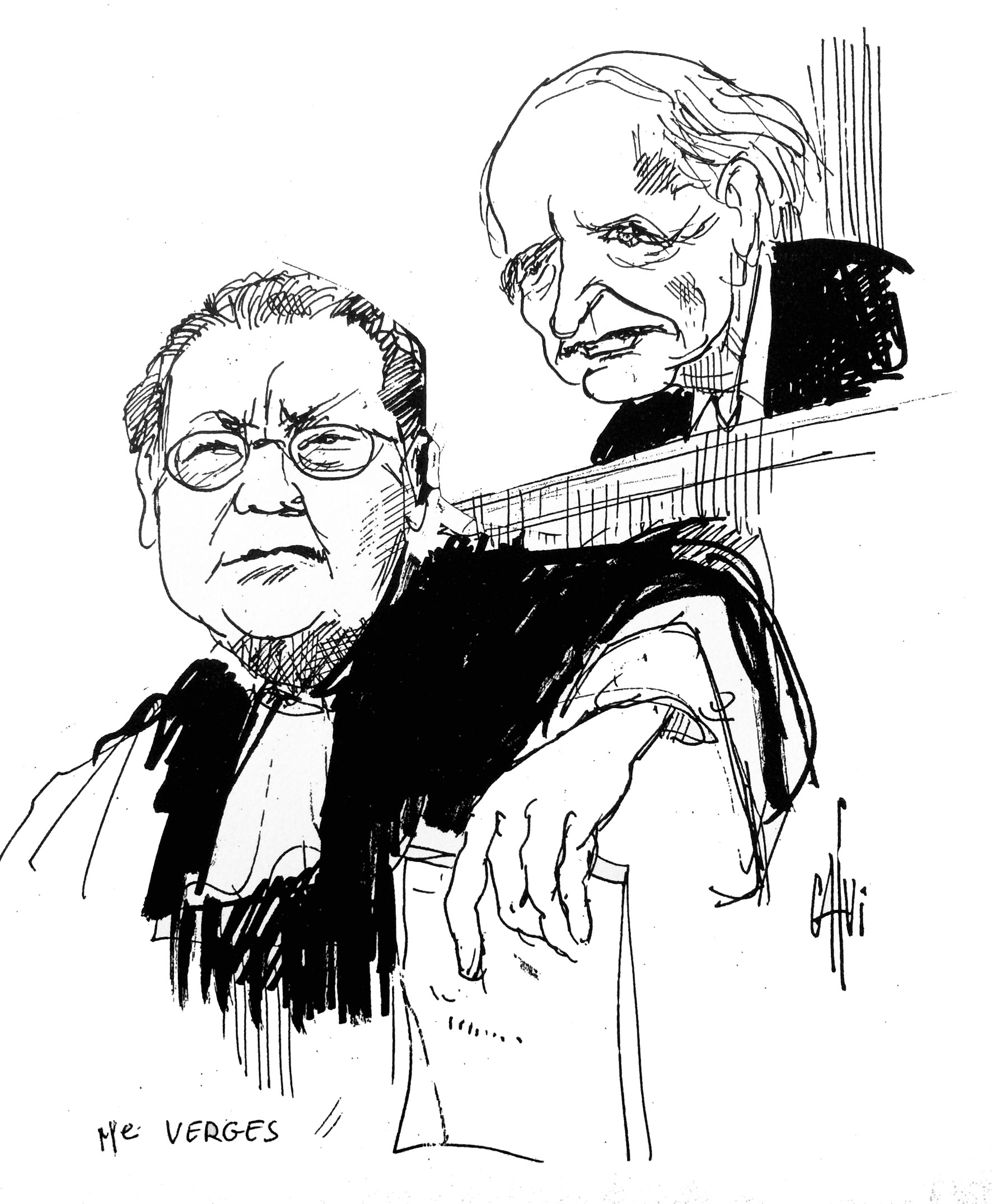
Vergès (links) mit seinem Mandanten Klaus Barbie (Illustration von Calvi)

Ab Ende der 1970er Jahre trat Vergès vermehrt als Anwalt in Erscheinung. Er spezialisierte sich auf die Verteidigung prominenter und oft sehr umstrittener Personen. Zu seinen Klienten gehörten der Gestapo-Offizier Klaus Barbie, der serbische Präsident Slobodan Milošević, der Holocaust-Leugner Roger Garaudy, der ehemalige Staatspräsident von Mali, Moussa Traoré, der Terrorist Ilich Ramírez Sánchez (genannt Carlos) und seine Frau Magdalena Kopp sowie der ehemalige Diktator von Togo, Gnassingbé Eyadéma.
Die Boulevardpresse verpasste ihm aufgrund dieser Mandanten den Beinamen „Anwalt des Teufels“. Der französische Filmregisseur Barbet Schroeder drehte 2006 eine Dokumentation über das Leben von Vergès mit dem Titel L’Avocat de la Terreur (dt. DVD-Titel „Im Auftrag des Terrors“), der u. a. bei den Filmfestspielen in Cannes 2007 aufgeführt wurde. Der Film wurde 2008 in Paris mit dem César ausgezeichnet und am 13. Oktober 2010 von arte unter dem Titel Der Anwalt des Terrors ausgestrahlt.
In den Prozessen vor dem Rote-Khmer-Tribunal gegen führende Rote Khmer übernahm er die Verteidigung von Khieu Samphan, mit dem er seit über 55 Jahren gut bekannt war. Vergès wagte die Prognose, dass speziell dieser Prozess noch im Vorfeld scheitern würde. Er war der Auffassung, dass  Khieu Samphan unschuldig sei, weil es in Kambodscha gar keinen Völkermord gegeben habe.

## Zitat
- Bei Barbies Prozess 1987 in Lyon stand ich ganz allein 39 Anwälten der Gegenseite und dem Richter gegenüber. Das war schon Grund genug, Barbies Verteidigung zu übernehmen.[13]